# حواجز النباتات النهرية

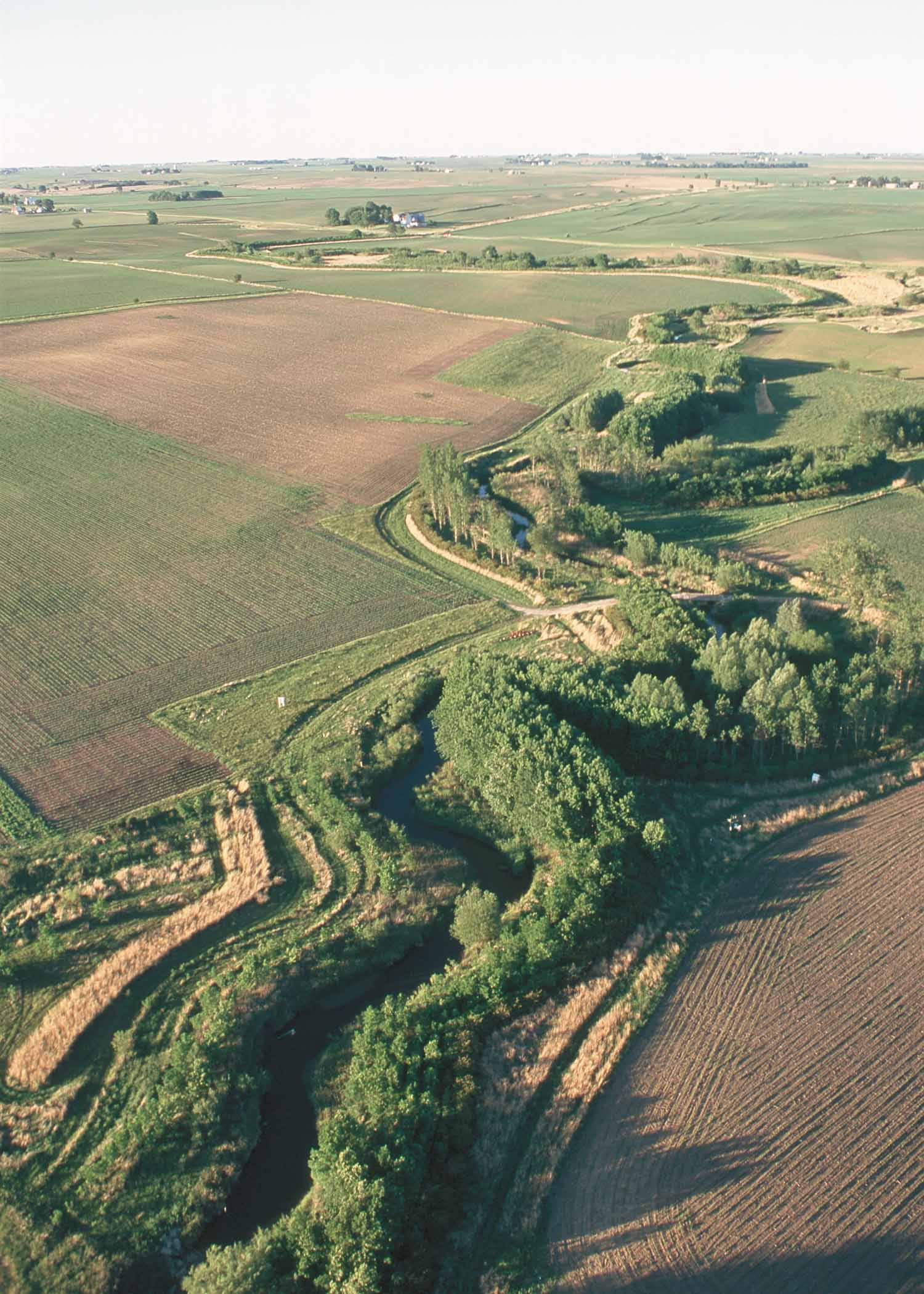

حواجز النباتات النهرية هي مناطق نباتية ( شريط عازل) بالقرب من النهر، عادةً تكون غابات، مما يساعد علي التظليل وحماية النهر جزئيا من تاثير استخدامات الأراضي المجاورة. انها تلعب دورا رئيسيا في زيادة  جودة المياه في المجاري المائية، الأنهار، البحيرات المرتبطة بها،  مما يوفر فوائد بيئية. ومع انخفاض العديد من النظم البيئية المائية بسبب الزراعة، أصبحت الحواجز النهرية ممارسة شائعة جدا للحفظ تهدف إلى زيادة جودة المياه والحد من التلوث.

## الفوائد
قد عملت الحواجز النهرية على حصر الرواسب والعناصر الغذائية والمبيدات الحشرية والعديد من المواد الأخرى عن سطح المياه وقللت المواد الغذائية والملوثات من سطح المياه الجوفية.
الحواجز النهرية أيضًا توفر موطِن وممر للحياة البرية على المناطق الزراعية الأولية. كما أنه من الممكن أن تعتبر شيئًا أساسيًا في تقليل التآكل وعوامل التعرية عن طريق توفير حالة ثابتة لضفة النهر بتقليل سحب المياه.

### فوائد جودة المياه
• اعتراض الرواسب / المغذيات - مفتاح التصدي للمغذيات في البحيرات والبرك الواقعة في أسفل المجرى والتي يمكن أن تضر بالبيئة المائية بسبب وفاة الأسماك الكبيرة التي تحدث نتيجة زيادة التغذية على الواسع النطاق.
•حصر المبدات الحشرية – تحافظ الحواجز النهرية على المياه من التلوث بالمواد الكيميائية التي يمكن أن تضر بالحياة المائية. قد تكون بعض مبيدات الآفات ضارة بشكل خاص إذا كانت تتراكم أحيائياً في الكائن الحي، مع وصول المواد الكيميائية إلى مستويات ضارة عندما تكون جاهزة للاستهلاك البشري.
•  استقرار الضفة النهرية وهذا أمر مهم لأن التآكل يمكن أن يكون مشكلة رئيسية في المناطق الزراعية لأن الضفاف المتآكلة يمكن أن تخرج الأراضي من الإنتاج. كما يمكن أن يؤدي التآكل أيضًا إلى الترسيب في البحيرات والبرك والخزانات. كما أن زيادة السيلوة قد تؤدي إلى خفض العمر الافتراضي للخزانات والسدود.

### فوائد توفير المواطن
•توفير مواطن مائية– الحواجز النهرية يمكن أن تكون بمثابة موطن لعدد كبير من الأنواع ، وخاصة أولئك الذين فقدوا المواطن بسبب الأراضي الزراعية التي يجري وضعها في الإنتاج.
•زيادة التنوع البيولوجي - بإضافة هذه المنطقة المزروعة من الأرض بالقرب من مصدر المياه يصبح موقعا رئيسيا للأنواع التي قد تكون غادرت المنطقة بسبب استخدام الأراضي غير المحمية لإعادة تأسيسها. ومع إعادة التأسيس هذه فإن عدد من الأنواع المحلية والتنوع البيولوجي يمكن زيادتها بشكل عام.
• المخازن المؤقتة التي تعمل كممرات - المخازن المؤقتة أيضا تلعب دور رئيسي كموطن الحياة البرية؛ حيث تتضاعف المواطن التي توفرها المخازن المؤقتة كممرات للأنواع يمكن السكن بها.
•توفير الظل – توفر الأشجار الكبيرة التي تمثل المنطفة الأولى من الحاجز النهري الظل وبالتالي تمنح البرودة للماء، كما تمنح زيادة في الإنتاجية، وتحسين جودة المسكن للأنواع المائية.
• الحطام الخشبي الكبير – عند سقوط الفروع والجذوع في المجرى النهري من منطقة الحاجز، يتم إنشاء المزيد من خصائص المواطن ويستخدم الكربون كمصدر للطاقة للكائنات الحية الموجودة بالنهر.

### منافع اقتصادية
• رفع قيمة الأرض – عندما يهم شخص بشراء أرض من أجل الترفيه فإنه يكون مستعدًا لأن يدفع أكثر كلما كانت هناك مساحة أكبر من الغابات محيطة بالمكان.
•إنتاج محاصيل بديلة مربحة – بعض النباتات كالجوز الأسود، والبندق والتي يمكن حصادها بشكل مُربح، يمكن الحصول عليها من الحواجز النهرية.
• رفع رسوم الإيجار للصيد –تعني زيادة المواطن المائية أن الأرض ستكون أكثر طلبًا لأغراض الصيد..

## الاستدامة طويلة الأجل
بعد التجهيز المبدأي للحواجز النهرية، فإن القليل من تعديلات الصيانة مطلوبة نسبيًا للحفاظ عليه بجودة جيدة. فبمجرد وصول الأشجار والحشائش لمرحلة النضج، فإنها تتجدد بشكل طبيعيّ لجعل الحاجز أكثر فاعلية. إن الحفاظ الدائم على الحواجز النهرية ومعدل استدامتها يساعد بشكل كبير على جذب ملاك الأراضي، لأنها لا تعمل سوى القليل نسبيًا ولا تزال تستقبل المدفوعات. من الممكن أن تكون الحواجز النهرية من أكثر الطرق فاعلية في حماية التنوع البيولوجي المائي، وجودة المياه، وإدارة الموارد المائية في البلدان النامية التي تفتقر إلى الأموال التي تمكنها من تركيب نظم لمعالجة المياه وإمداداتها في المدن المتوسطة والصغيرة.